# Chaunax endeavouri
Chaunax endeavouri es una especie de la familia Chaunacidae. Se encuentra en aguas templadas del sudoeste del Pacífico, frente a la costa este de Australia. Tienen el cuerpo flácido y espinoso que crece a una longitud máxima de 22,0 centímetros (8,66 pulgadas).
Esta especie marina fue descrita por Gilbert Percy Whitley hadton en 1929.

### Lectura recomendada
- Hoese, D.F., D.J. Bray, J.R. Paxton and G.R. Allen, 2006. Fishes. In Beasley, O.L. and A. Wells (eds.) Zoological Catalogue of Australia. Volume 35. ABRS & CSIRO Publishing: Australia Part 1, pp. xxiv 1-670; Part 2, pp. xxi 671-1472; Part 3, pp. xxi 1473-2178.